# Renaudin (contre-torpilleur)
Pour les articles homonymes, voir Renaudin.
Le Renaudin est l’un des six contre-torpilleurs de la classe Bisson construits pour la marine française dans les années 1910. Achevé en 1913, le navire est affecté à la 1ère Armée navale en Méditerranée. Pendant la Première Guerre mondiale, il escorte la flotte de combat lors de la bataille d'Antivari en août 1914 et escorte plusieurs convois vers le Monténégro durant le reste de l’année. Le Renaudin a aidé à couler un destroyer austro-hongrois endommagé lors de la première bataille de Durazzo à la fin de 1915 et a protégé l’évacuation de l’armée royale serbe de Durazzo, en Albanie, en février 1916. Le navire a été coulé par un sous-marin austro-hongrois le mois suivant avec la perte de 50 membres d’équipage.

## Conception
La classe Bisson était une version légèrement agrandie de la classe Bouclier. Les navires avaient une longueur de 78,1 mètres, une largeur de 7,96 mètres et un tirant d'eau de 2,94 mètres. Ils avaient un déplacement de 800 tonnes à charge normale. Leur équipage comptait quatre officiers et 77 à 84 hommes.
Le Renaudin était propulsé par une paire de turbines à vapeur Breguet, chacune entraînant un arbre d'hélice utilisant de la vapeur fournie par quatre chaudières à tubes d'eau Guyot-du Temple. Les moteurs ont été conçus pour produire 15000 chevaux (11000 kW) et atteindre 30 nœuds (56 km/h). Lors de ses essais en mer, le Renaudin a atteint une vitesse de 30,55 nœuds (56,58 km/h). Les navires transportaient suffisamment de mazout pour une autonomie de 1950 milles marins (3610 km) à une vitesse de croisière de 14 nœuds (26 km/h).
L’armement principal des navires de la classe Bisson se composait de deux canons de 100 millimètres modèle 1893 dans des affûts simples, un à l’avant et un à l’arrière des superstructures, et de quatre canons de 65 millimètres modèle 1902 répartis au milieu du navire. Ils étaient également équipés de deux affûts jumelés pour tubes lance-torpilles de 450 millimètres au milieu du navire, un sur chaque bord.

## Carrière
Le Renaudin a été commandé le 23 novembre 1910 à l’Arsenal de Toulon, dans le cadre du programme naval de 1910, et a été mis en chantier le 1er février 1911. Il a été lancé le 20 mars 1913 et a commencé ses essais en mer le 10 juillet. Le navire a été mis en service le 1er janvier 1914 et a été affecté à la 6e escadrille de torpilleurs d’escadre de la 1re armée navale en Méditerranée.
Au cours des phases préliminaires de la bataille d'Antivari, au Monténégro, le 16 août, les 1ère, 4e et 5e flottilles de contre-torpilleurs sont chargées d’escorter le gros de la 1ère armée navale tandis que les 2e, 3e et 6e flottilles escortent les croiseurs cuirassés de la 2e escadre légère et deux croiseurs britanniques. Après avoir réuni les deux groupes et repéré le croiseur protégé austro-hongrois SMS Zenta et le destroyer SMS Ulan, les contre-torpilleurs français n’ont joué aucun rôle dans le naufrage du croiseur, bien que la 4e flottille ait été envoyée dans une poursuite infructueuse du Ulan. Après avoir brisé le blocus austro-hongrois d’Antivari (aujourd’hui Bar), le vice-amiral Augustin Boué de Lapeyrère, commandant de la 1ère armée navale, décide d’acheminer troupes et ravitaillement vers le port à l’aide d’un petit paquebot réquisitionné, le SS Liamone, escorté par la 2e escadre légère, renforcée par le croiseur cuirassé Ernest Renan, et escorté par le contre-torpilleur Bouclier avec les 1ère et 6e flottilles de destroyers sous son commandement, tandis que le reste de la 1ère armée navale bombarde le 1er septembre la base navale austro-hongroise de Cattaro, au Monténégro. Quatre jours plus tard, la flotte assure l’évacuation de Danilo, prince héritier du Monténégro, à bord du Bouclier, vers l’île grecque de Corfou. La flottille escorte plusieurs petits convois chargés de fournitures et d’équipement jusqu’à Antivari, à partir d’octobre et jusqu’à la fin de l’année, toujours couverts par les plus gros navires de l’armée navale dans des tentatives futiles d’attirer la flotte austro-hongroise dans la bataille. Au milieu de ces missions, les 1ère et 6e flottilles sont dirigées par le contre-torpilleur français Dehorter alors qu’elles effectuent un balayage au sud de Cattaro dans la nuit du 10 au 11 novembre à la recherche infructueuse de destroyers austro-hongrois.
Après que l’Italie ait signé le pacte de Londres et déclaré la guerre à l’Empire austro-hongrois le 23 mai, le navire a été transféré en décembre à la 1ère escadrille de torpilleurs d’escadre, qui a été affectée à la 1ère division de torpilleurs et de sous-marins de la 2e escadre basée à Brindisi en Italie. Selon un rapport britannique du 5 juin, le Renaudin et les croiseurs Guichen et Châteaurenault sont chargés de patrouiller la zone entre la Sicile et le cap Bon, en Tunisie.
Plusieurs mois plus tard, peu avant 7 h le 29 décembre 1915, la force du Captain A. P. Addison (le croiseur léger britannique HMS Dartmouth, le croiseur éclaireur italien Quarto et la 1ère flottille de destroyers) est alertée par un rapport signalant un croiseur austro-hongrois et cinq destroyers au large de Durazzo. Addison les attaque à 7 h 15 dans une tentative de couper les navires austro-hongrois de leur base de Cattaro. En attaquant les navires dans le port, les destroyers de classe Tátra s’étaient engagés dans un champ de mines qui avait coulé un navire et désemparé le SMS Triglav. Un autre destroyer commença à remorquer le navire désemparé et les Austro-Hongrois virèrent vers le nord à 6 nœuds (11 km/h). Ignorant les pertes subies par les Austro-Hongrois, Addison avait d’abord navigué directement vers Cattaro, mais lorsqu’il a été informé de leurs pertes, il s’est tourné vers le sud, à la recherche des Austro-Hongrois. De la fumée à l’horizon a été repérée à 13 h 20, mais les navires d’Addison ont été vus cinq minutes plus tôt par les Austro-Hongrois. La remorque du Triglav avait été larguée et le navire abandonné. À 13 h 38, Addison détacha ses destroyers pour s’occuper du Triglav qui avait encore de la fumée sortant de ses cheminées. Le commandant de la flottille à bord du Casque pensait que le navire austro-hongrois était toujours en route et décida de l’engager avec des tirs plutôt que de le torpiller. Le temps nécessaire pour couler le Triglav fut plus long que prévu et laissa la flottille incapable de rejoindre la poursuite, bien qu’elle suive les croiseurs d’Addison à pleine vitesse.
La flottille couvre l’évacuation de l’armée royale serbe de Durazzo du 23 au 26 février 1916. Le Renaudin et le Commandant Bory étaient l’une des trois paires de destroyers alliés patrouillant le 18 mars sur les côtes du Monténégro et de l’Albanie lorsqu’ils ont été attaqués au large de Durazzo (41° 17′ N, 19° 22′ E) par le sous-marin austro-hongrois U-6. Une torpille frappa le Renaudin, le brisant en deux, et une autre manqua le Commandant Bory. Ce dernier a pu sauver 30 survivants (sur 80 hommes) de l’équipage du Renaudin après la fuite du sous-marin,.